# Heinrich Lehmann-Willenbrock
Heinrich Lehmann-Willenbrock (Bremen, 11 de dezembro de 1911 – Bremen, 18 de abril de 1986) foi um comandante de U-boots alemão que serviu na Kriegsmarine durante a Segunda Guerra Mundial. Esteve em serviço na marinha da Alemanha entre os anos de 1931 e 1945, comandando quatro U-Boots durante a Segunda Guerra Mundial, sendo bem sucedido no comando do U-96, submarino do VIIC, conseguindo afundar 194 989 toneladas de embarcações aliadas entre dezembro de 1940 e janeiro de 1942.
Foi condecorado com a Cruz de Cavaleiro da Cruz de Ferro em 26 de fevereiro de 1941 e com as Folhas de Carvalho em 31 de dezembro de 1941. Comandou duas Flotilhas de U-Boots, a 9ª e a 11ª, entre os meses de Maio de 1942 até o final da guerra, em maio de 1945, permanecendo então por um ano como prisioneiro de guerra dos Aliados. No pós-guerra se dedicou ao trabalho civil, sendo condecorado com a Bundesverdienstkreuz no ano de 1974.

## História
Heinrich Lehmann-Willenbrock teve o início da sua carreira militar na Reichsmarine no dia 1 de abril de 1931, servindo então como Offiziersanwärter no cruzador leve Karlsruhe por mais de um ano, sendo promovido para Seekadett no dia 14 de outubro de 1931 e após serviu no navio-escola Horst Wessel por mais 18 meses até terminar o seu treinamento. Ainda neste navio, se tornou oficial de observação no mês de outubro de 1937.
Após completar o treinamento para oficial, foi transferido para a força U-Boot no mês de abril de 1939, sendo meses mais tarde, em outubro de 1939, promovido para Kapitänleutnant.

## Segunda Guerra Mundial

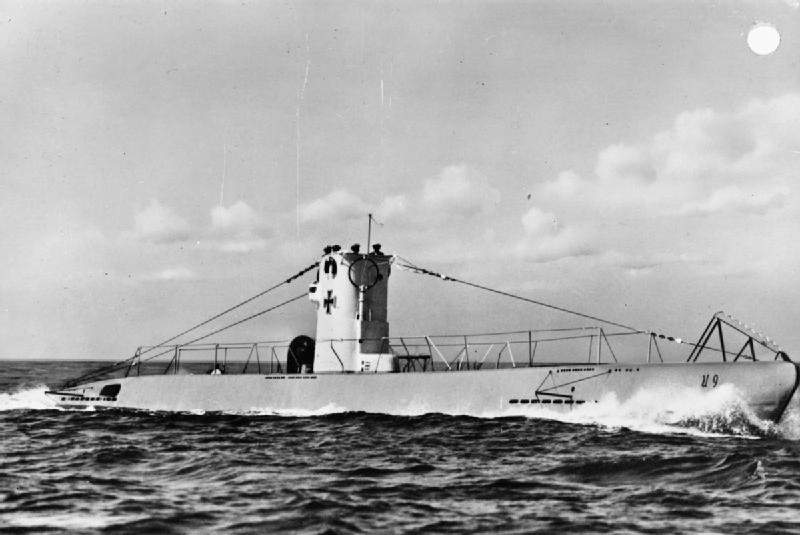
U-9 da mesma classe IIB do U-8.

Com o início da Segunda Guerra Mundial, Lehmann-Willenbrock assumiu o comando do U-8 no dia 14 de outubro de 1939, permanecendo no comando deste até 30 de novembro de 1939, não sendo realizada nenhuma patrulha de guerra.

### Primeira Patrulha de Guerra
Assumiu o comando do U-5 no dia 5 de dezembro de 1939, realizando com este U-Boot a sua primeira patrulha de guerra. A saída da base de Wilhelmshaven ocorreu no dia 4 de abril de 1940, fazendo parte da frota naval enviada para a ocupação da Noruega na Operação Hartmut. Após realizar 16 dias de patrulhas pelo Mar do Norte, retornou para Wilhelmshaven no dia 19 de abril de 1940. O Kapitänleutnant Lehmann-Willenbrock permaneceu no comando do U-5 até o dia 11 de agosto de 1940.

### Comando do U-96
Lehmann-Willenbrock foi designado para o comando do U-96, um U-boot Tipo VIIC, sendo este comissionado no dia 14 de setembro de 1940
 A 7ª Flotilha de U-boots para a qual era subordinado foi modificada de flotilha de treinamentos para uma flotilha de combate no final do mês de novembro de 1940.

### Segunda Patrulha de Guerra

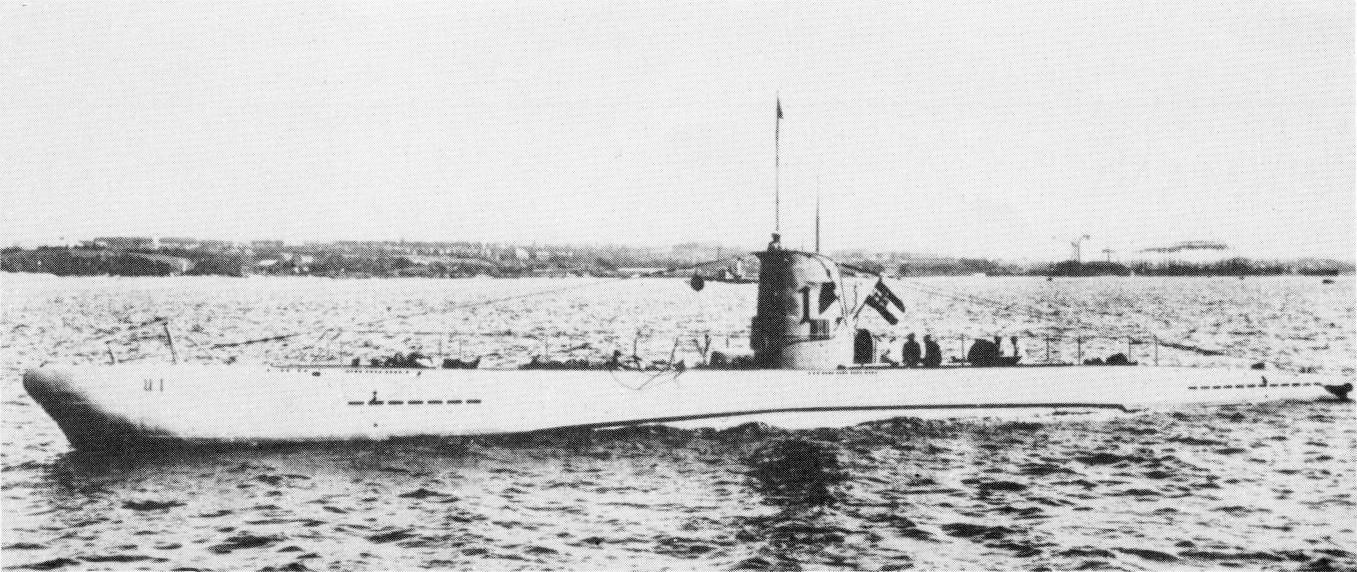
U-Boot U-1 da mesma classe IIA do U-5.

O Kapitänleutnant Lehmann-Willenbrock saiu em sua primeira patrulha de guerra com o U-96 no dia 4 de dezembro de 1940 a partir da base de Kiel, indo em direção do Mar do Norte e Atlântico Norte, tendo neste último alcançado os seus primeiros sucessos. No dia 11 de dezembro de 1940, se deparou com o comboio HX-92, que havia saído de Liverpool, Reino Unido, com destino a Nova Jersey, Estados Unidos.
Às 15h 12min atacou com um torpedo o Navio a vapor Rotorua, com 10 803 toneladas, tendo este afundado 20 minutos depois. A tripulação deste navio era composta por 132 pessoas, das quais 22 morreram e 110 sobreviveram. No mesmo dia, localizou o Navio mercante Towa de 5 419 toneladas e fez um disparo de torpedo a estibordo às 20h 52min, tendo este não afundado o navio. Às 22h 02min fez disparos de canhão, conseguindo afundá-lo após 16 disparos. A tripulação abandonou a embarcação em três barcos salva-vidas. Dos 37 tripulantes, 18 morreram e 19 sobreviveram.
O navio mercante Stureholm, com 4 575 toneladas, foi localizado na madrugada do dia 12 de dezembro, sendo torpedeado às 01h 56min, afundado onze minutos depois. A tripulação do U-Boot relatou ter visto botes salva-vidas terem sido lançados do navio, mas nenhum sobrevivente foi encontrado, tendo morrido neste ataque todos os 32 tripulantes.

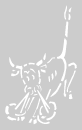
Emblema da 7. Unterseebootsflottille.

Ainda na mesma madrugada localizou o navio mercante Macedonier de 5 227 toneladas, sendo atacado com um torpedo às 04h 31min, afundado logo em seguida. Da tripulação de 41 pessoas, 4 morreram e 37 sobreviveram.
Localizou o comboio OB-257 no dia 14 de dezembro de 1940, com rota de Liverpool a Nova Jersey. Realizou o ataque contra o Navio mercante Empire Razorbill de 5 118 toneladas às 21h 02min com seis disparos de canhão, acertando três destes. O tempo ruim daquela noite impossibilitou uma melhor posição de tiro e o navio conseguiu escapar do ataque, chegando ao seu destino no dia 24 de dezembro.
Ainda no mesmo dia localizou o navio de passageiros Western Prince de 10 926 toneladas, carregado com 3 384 toneladas de metal, 1 864 toneladas de alimentos e 511 toneladas de outras cargas. Às 08h 55min foi atingido na frente por um torpedo, fazendo com que o navio afundasse somente alguns metros. A tripulação do submarino esperou a tripulação do navio sair em botes salva-vidas e efetuou um novo disparo de torpedo às 10h 21min na frente do navio, afundando em menos de um minuto. Neste ataque, morreram o capitão do navio, sete membros da tripulação e seis passageiros, os demais 99 membros da tripulação e 55 passageiros conseguiram sair com vida.
No dia 18 de dezembro de 1940, interceptou o comboio OB-259 com rota de Liverpool a Nova Jersey. Um dos navios que faziam parte deste era o Navio tanque Pendrecht de 10 746 toneladas, sendo atacado às 16h 15min a estibordo por um torpedo próximo à casa das máquinas. Houve uma perseguição ao navio que durou cerca de uma hora, como não havia nenhum torpedo nos tubos, somente um no paiol, teve de segui-lo a uma certa distância. Nesse meio tempo, outros dois navios tanques chegaram para auxiliar o navio atacado, tendo um destes feito dois disparos contra o U-Boot de Lehmann-Willenbrock, não acertando o alvo. A tripulação do navio, que o havia abandonado, começou a retornar a bordo, enquanto que o U-Boot tentava localizá-los, mas os perdeu durante a noite, conseguindo chegar ao seu destino no dia 21 de dezembro, precisando receber reparos para fechar o buraco no casco de 14 metros de comprimento.
Heinrich Lehmann-Willenbrock permaneceu ainda alguns dias no oceano, chegando na base de Lorient no dia 29 de dezembro de 1940 após uma patrulha de 26 dias, onde conseguiu afundar cinco embarcações e danificar outras duas num total de 52 901 toneladas.

### Terceira Patrulha de Guerra

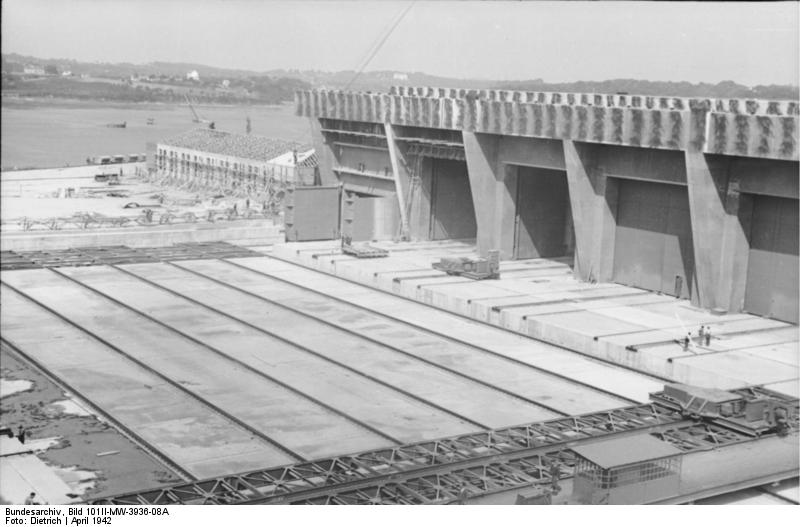
Foto da construção do bunker de U-Boots em Lorient.

Lehmann-Willenbrock saiu em uma nova patrulha pelo oceano Atlântico no dia 9 de janeiro de 1941, a partir da base de Lorient. No dia 16 de janeiro de 1941 localizou o navio a vapor de passageiros Oropesa, com 14 118 toneladas. O navio foi atacado às 03h 56min com um torpedo na popa, tendo o navio afundado às 06h 16min. Neste ataque, morreram além do capitão, mas 98 membros da tripulação, um atirador e seis passageiros, outros 109 tripulantes, um atirador e 33 passageiros conseguiram escapar com vida.
No dia seguinte foi avistado um navio semelhante ao anterior, o navio a vapor de passageiros Almeda Star de 14 936 toneladas. O ataque do U-96 começou às 05h 08min, disparando três torpedos contra um navio desconhecido, tendo este conseguido escapar deles, fazendo ainda um quarto disparo que novamente não atingiu o alvo, conseguindo escapar do local. O Almeda Star estava nos arredores e se tornou o novo alvo, sendo o primeiro torpedo disparado às 07h 45min que atingiu o alvo. Como não afundou, foi atacado mais duas vezes, às 08h 05min e 09h 07min, então o submarino veio à tona para afundá-lo com disparos de canhão, tendo acertado o alvo com cerca de 15 dos 28 disparos de bombas incendiárias entre às 09h 32min e 09h 48min, sendo então feito um novo disparo de torpedo às 09h 55min, desta vez, afundando o navio em menos de três minutos. Apesar da tripulação do U-Boot ter relatado que sobreviventes haviam conseguido sair do navio em quatro botes salva-vidas, nenhum sobrevivente foi encontrado, tendo morrido nesta ação todos as 360 pessoas a bordo, entre elas o capitão,136 membros da tripulação, 29 atiradores e 194 passageiros.
Lehmann-Willenbrock retornou para a base de Lorient no dia 22 de janeiro de 1941 após passar 14 dias em patrulha, tendo conseguido afundar dois navios britânicos num total de 29.054 toneladas.

### Quarta Patrulha de Guerra
Heinrich Lehmann-Willenbrock saiu em sua quarta patrulha de guerra da base de Lorient no dia 30 de janeiro de 1941, em direção ao oceano Atlântico. no dia 13 de fevereiro de 1941 avistou o comboio HX-106 com rota de Liverpool até Nova Jersey. Avistou o navio tanque Clea de 7 987 toneladas, sendo torpedeado às 15h 08min, afundando logo em seguida. Todos os 69 tripulantes morreram neste ataque.
Algumas horas mais tarde avistou o navio tanque Arthur F. Corwin de 10 516 toneladas, que já havia sido danificado pelo U-103 às 16h 25min por dois torpedos, tendo sido deixado para afundar, já que a sua carga de combustível consumia o navio. Foi encontrado por Lehmann-Willenbrock, efetuando dois disparos às 19h 50min, afundando logo em seguida. Todos os 43 tripulantes morreram neste dia.
No dia 18 de fevereiro de 1941 se deparou com o comboio HX-107, com rota de Liverpool até Nova Jersey, tendo este comboio sido atacado por mais outros dois U-boots, afundado quatro embarcações. Lehmann-Willenbrock se dirigiu para o navio mercante Black Osprey de 5 589 toneladas, realizando o ataque às 02h 27min, com um disparo de torpedo, afundado em seguida . Dos 36 tripulantes, 25 morreram e 11 sobreviveram.

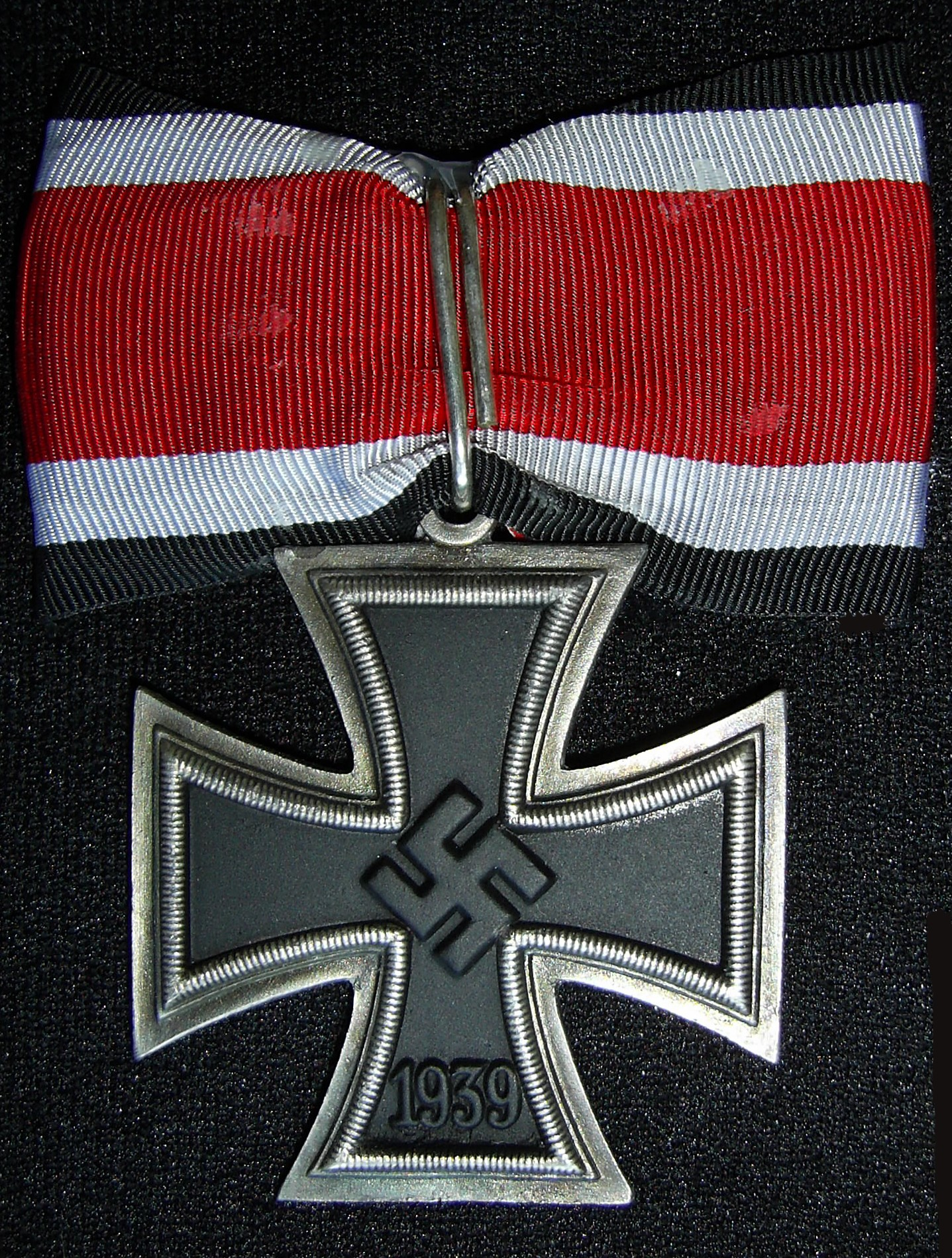
Cruz de Cavaleiro da Cruz de Ferro.

Dias mais tarde, em 22 de fevereiro, se deparou com o comboio OB-287, com rota de Liverpool até Nova Jersey. Encontrou o navio tanque Scottish Standard de 6 999 toneladas, que havia sido atacado no dia anterior por um Fw 200 (I./KG 40), tendo neste ataque morrido 5 tripulantes e 39 sobreviveram. Foram efetuados dois disparos de canhão contra o navio abandonado às 15h 49min, afundado três minutos depois . No instante do afundamento, chegou ao local um contratorpedeiro que lançou 37 cargas de profundidade contra o U-Boot de Lehmann-Willenbrock, tendo sido levemente danificado.
No dia seguinte localizou o comboio OB-288 e iniciou um ataque juntamente com outros quatro U-Boots que estavam nas proximidades. Iniciou então a perseguição ao navio mercante Anglo-Peruvian de 5 457 toneladas, que havia se dispersado do comboio no mesmo dia. Foi atacado com dois disparos de torpedo às 23h 27min, quebrando ao meio e afundado em menos de três minutos. Dos 46 tripulantes, 29 morreram e 17 sobreviveram.
Poucas horas mais tarde, já na madrugada do dia 24 de fevereiro, localizou mais um navio que havia sido disperso do comboio, o navio mercante Linaria de 3 385 toneladas. O ataque ocorreu às 01h 16min, sendo atingido por um torpedo e afundou logo em seguida. Todos os 34 tripulantes morreram neste ataque.
Uma hora mais tarde localiza o navio mercante Sirikishna de 5 458 toneladas, que, assim como os demais, havia se perdido do comboio OB-288. O ataque se iniciou às 02h 20min, quando foi atingido por um torpedo. Um novo torpedo foi carregado e o disparo efetuado às 08h 36min, com a explosão a embarcação quebou em duas e rapidamente afundou. Não há registro de sobreviventes, tendo todos os 43 tripulantes morrido nesta ação.
O Kapitänleutnant Heinrich Lehmann-Willenbrock retornou para a base de St. Nazaire no dia 28 de fevereiro de 1941 após 30 dias de patrulhas, nas quais conseguiu afundar sete embarcações britânicas num total de 45 391 toneladas. Por ter conseguido afundar nesta patrulha sete embarcações, e possuir um total de 125 800 toneladas de embarcações afundadas, Heinrich Lehmann-Willenbrock foi condecorado com a Cruz de Cavaleiro da Cruz de Ferro no dia 26 de fevereiro de 1941.

### Quinta Patrulha de Guerra

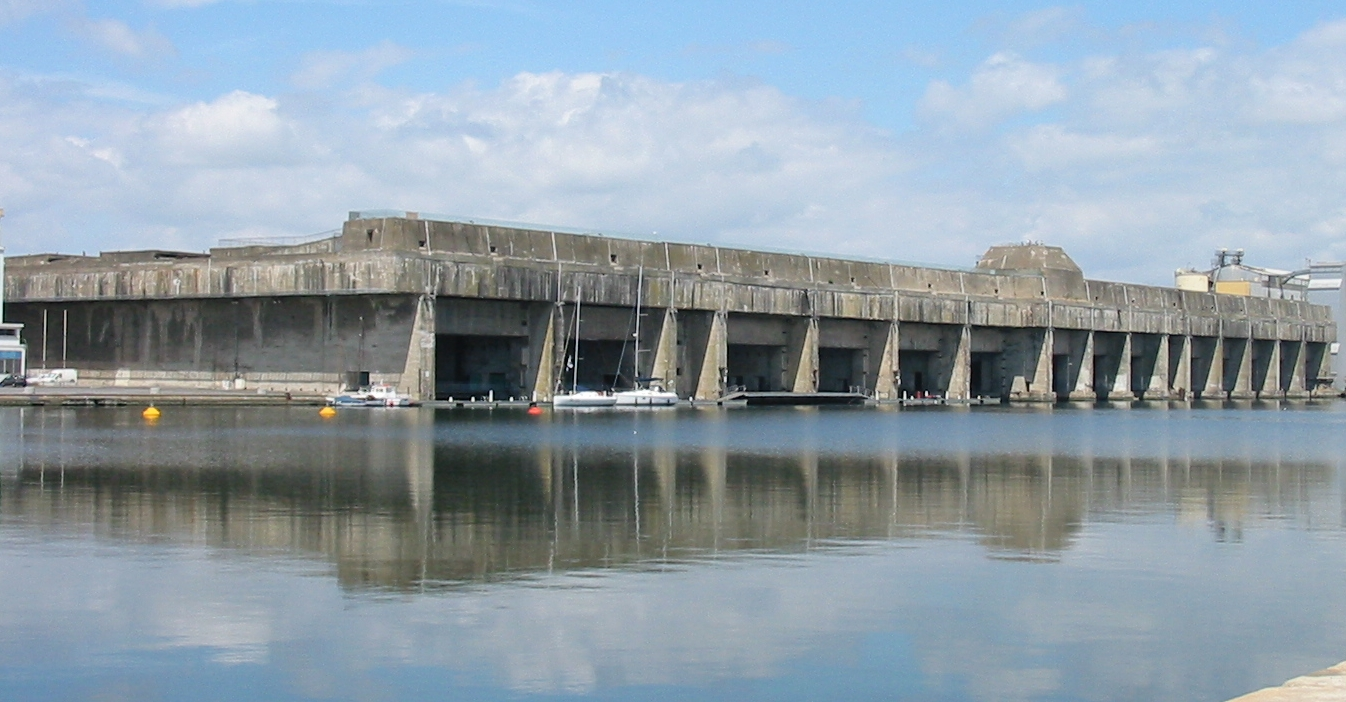
Foto atual do bunker de U-Boots de St. Nazaire.

A quinta patrulha teve início no dia 12 de abril de 1941, ao sair de St. Nazaire. Após dias em alto mar, encontrou o comboio HX-121 com rota de Liverpool até Nova Iorque. Iniciou a perseguição ao navio tanque Oilfield de 8 516 toneladas, sendo torpedeado às 19h 25min tendo a carga de 11 700 toneladas de benzeno incendiando imediatamente toda a embarcação. O navio afundou no dia seguinte após quebrar em dois . Dos 55 tripulantes, 47 morreram e oito sobreviveram.
Juntamente com o Oilfield estava o navio mercante Port Hardy de 8 897 toneladas. Foi atingido por um torpedo às 19h 25min, afundado após três horas. Dos 98 tripulantes, um morreu e os outros 97 conseguiram escapar com vida. Também estava com estes o Navio tanque Caledonia de 9 892 toneladas. Foi atingido por um torpedo às 19h 25min, tendo as suas 13 745 toneladas de oleo combustível e diesel incendiado a embarcação, afundado. Da tripulação de 37 pessoas, 12 morreram e outros 25 sobreviveram.
Localizou no mês seguinte o comboio HG-61, com rota de Liverpool até Gibraltar. Era parte desse comboio o navio mercante Empire Ridge de 2 922 toneladas. O ataque ocorreu no dia 19 de maio às 03h 24min, sendo atingido por um dos dois torpedos disparados contra ele, quebrando ao meio com a explosão e afundado rapidamente. Dos 33 tripulantes, 31 morreram e dois conseguiram sair com vida.
Lehmann-Willenbrock retornou para a base de St. Nazaire no dia 22 de maio de 1941, 41 dias após a saída, tendo conseguido afundar um total de 30 227 toneladas.

### Sexta Patrulha de Guerra
Em sua sexta patrulha de guerra, saiu de sua base em St. Nazaire no dia 19 de junho de 1941 em direção das águas do Atlântico norte, chegando a se aproximar da costa norte-americana e canadense.
Após permanecer semanas em alto mar encontrou o navio de transporte de tropas Anselm de 5 954 toneladas. Iniciou o ataque às 08h 29min, disparando quatro torpedos contra o navio, acertando dois destes, afundando a embarcação em 22 minutos . Das 1316 pessoas a bordo, incluindo a tripulação, 254 morreram e 1062 sobreviveram. Logo após o ataque, o U-Boot foi seguido por três corvetas, sendo lançados inicialmente seis cargas de profundidade e em seguida outras 20, deixando o ataque para resgatar os sobreviventes, mas os estragos causados obrigaram que a patrulha fosse abortada.
Lehmann-Willenbrock retornou para a base de St. Nazaire no dia 9 de julho de 1941, após permanecer 21 dias em alto mar e afundado uma embarcação com 5 954 toneladas.

### Sétima Patrulha de Guerra
Após passar por reparos, retornou para uma nova patrulha no dia 2 de agosto de 1941. Permaneceu em patrulha pelo Atlântico norte por um período de 42 dias, não registrando nenhum contato com embarcações aliadas neste período, retornando para a base de St. Nazaire em 12 de setembro de 1941.

### Oitava Patrulha de Guerra
Retornou para o oceano no dia 27 de outubro de 1941, saindo da base de St. Nazaire. Após alguns dias, localizou o comboio OS-10 com destino de Freetown, Reino Unido até os países da América do Norte e central. Neste comboio estava o navio mercante Bennekom de 5 998 toneladas. O ataque ocorreu no dia 31 de outubro às 22h 47min, tendo torpedeado o navio, que se incendiou e afundou em seguida . Dos 54 tripulantes, 8 morreram e 46 sobreviveram. Ainda foi registrado o afundamento de mais uma embarcação, mas há somente o registro do afundamento do Bennekom naquela noite.
Nesta noite, após torpedear o navio Bennekom, foi atacado pelo navio de escolta HMS Lulworth que abriu fogo contra o U-Boot e logo após submergir, lançou 27 cargas de profundidade, não causando nenhum dano, conseguindo sair do alcançe do navio de escolta e continuar a sua patrulha.
Enquanto tentava passar pelo estreito de Gibraltar no dia 30 de novembro de 1941, foi atacado às 22h 35min por uma aeronave britânica Swordfish, causando estragos consideráveis, tendo de abortar a patrulha, vindo à tona no dia seguinte às 04h 45min, e retornando assim para a base em St. Nazaire após 41 dias de patrulha, nos quais, afundou uma embarcação com 5 998 toneladas.
No final deste ano, em 31 de dezembro de 1941, Heinrich Lehmann-Willenbrock é condecorado com a Cruz de Cavaleiro da Cruz de Ferro com Folhas de Carvalho.

### Nona Patrulha de Guerra

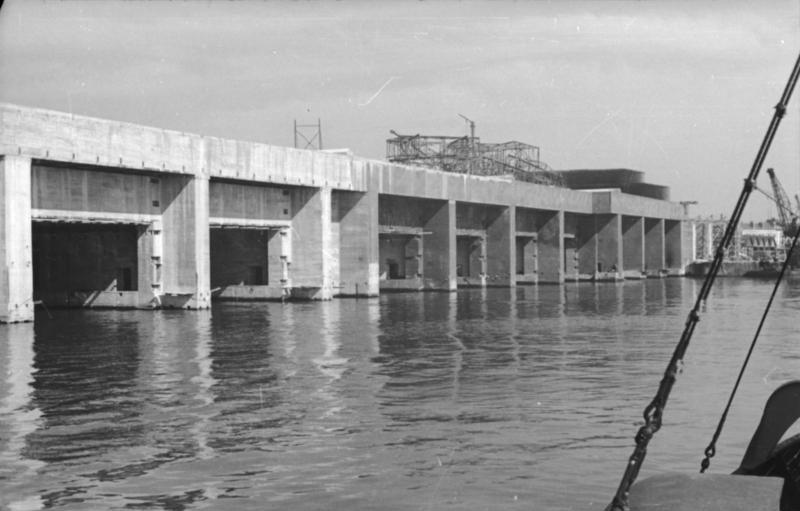
Bunker de U-Boots de St. Nazaire em Abril de 1942.

Heinrich Lehmann-Willenbrock saiu em sua nona patrulha de guerra no dia 31 de janeiro de 1942, a partir da base de St. Nazaire, indo em direção das águas norte-americanas. Localizou no dia 19 de fevereiro o navio mercante Empire Seal de 7 965 toneladas, iniciando o ataque às 23h 29min, afundando até a proa, sendo necessário um novo disparo efetuado às 00h 03min, afundando logo em seguida. Dos 57 tripulantes, um morreu e os demais 56 sobreviveram.
Três milhas atrás do Empire Seal estava o navio mercante Lake Osweya de 2 398 toneladas. Assim que o navio que seguia foi atacado, mudou de rota e passou a andar em ziguezague, mas não conseguiu escapar do U-Boot, sendo torpedeado às 04h 53min, quebrando em dois e afundado em seguida. Embora Lehmann-Willenbrock tenha reportado que três botes salva-vidas foram vistos, não há registros dos sobreviventes, sendo todos os 39 tripulantes considerados como mortos neste ataque.
No dia 22 de fevereiro de 1942 avistou o navio mercante Torungen de 1 948 toneladas, perseguindo-o e torpedeando às 01h 31min, tendo errado o alvo, fazendo um novo disparo às 02h 44min que desta vez acertou o alvo. O U-Boot veio à tona e a tripulação teve de limpar o gelo na parte exterior para poder usar o canhão, fazendo 27 disparos entre às 03h 50min e 04h 20min, levando então dez minutos para afundar. A tripulação do U-Boot relatou ter visto um bote salva-vidas ter sido lançado do navio, mas a tripulação não foi mais vista. No dia 2 de março, foi encontrado em alto mar um bote salva vidas com o corpo do primeiro engenheiro do navio pelo navio de pesca canadense Lucille M., nas proximidades de Lockport, Nova Escócia.

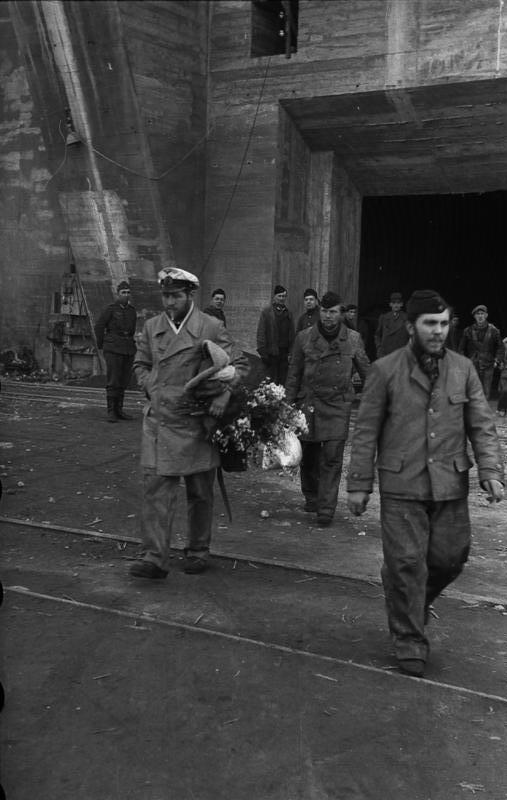
Lehmann-Willenbrock em março de 1942, ao retornar de sua última patrulha com o U-96 em St. Nazaire.

Ainda no mesmo dia, localizou o comboio HX-175, com saída de Liverpool e como destino a cidade de Nova Iorque. Neste comboio estava o navio tanque Kars de 8 888 toneladas que foi atingido às 22h 57min por um torpedo, se incendiando imediatamente, quebrando em dois três dias depois. A proa afundou e a popa foi rebocada para Halifax, onde chegou no dia 27 de fevereiro sendo declarada como perda total.
No mês seguinte, em 9 de março de 1942, localizou o navio mercante Tyr de 4 265 toneladas, sendo torpedeado às 21h 09min à estibordo, afundando a embarcação em 9 minutos. Toda a tripulação do navio conseguiu sair em três botes salva-vidas. Com a forte tempestade os botes foram separados, sendo que nove membros da tripulação foram encontrados 16 horas após o por um barco de patrulha canadense, outros nove foram localizados por uma aeronave canadense e a posição relatada para o HMCS Georgian (J 144) que os resgatou no dia 11 de março. O bote com o capitão, onze membros da tripulação e um atirador não foi encontrado.
Heinrich Lehmann-Willenbrock retornou para a base de St. Nazaire, chegando no dia 23 de março, após 52 dias de patrulha, nos quais afundou 25 464 toneladas em embarcações.

### 9ª Flotilha de U-Boots
Lehmann-Willenbrock permaneceu no comando do U-96 até o mês de março de 1942, tornando-se então no mês de maio de 1942 o comandante da 9ª Flotilha do U-Boots com a sua nova base em Brest. Enquanto que esteve no comando desta flotilha foi promovido para Korvettenkapitän no dia 26 de fevereiro de 1943. Nos meses de agosto e setembro de 1944, os U-Boots da base começaram a deixá-la para se dirigir para a Noruega, sendo o local ocupado dias mais tarde por tropas norte-americanas.

### Décima Patrulha de Guerra
O último U-Boot a sair da base da 9ª Flotilha foi o U-256, que passou a ser comandado por Lehmann-Willenbrock, iniciando a sua décima e última patrulha de guerra, realizada pelo Atlântico norte, passando próximo da Gronelândia e chegando em seguida em Bergen no dia 17 de outubro de 1944, após permanecer 44 dias em alto mar, não tendo registrado nenhum contato com embarcações aliadas neste período. Ao chegar em Bergen, Noruega, deixou o comando do U-256 no dia 18 de outubro de 1944. No mês de dezembro de 1944, se tornou o comandante da 11ª Flotilha de U-Boots, sendo no dia 1 de dezembro de 1944 promovido para Fregattenkapitän, permanecendo no comando desta unidade até o final da Segunda Guerra.

### Pós-guerra

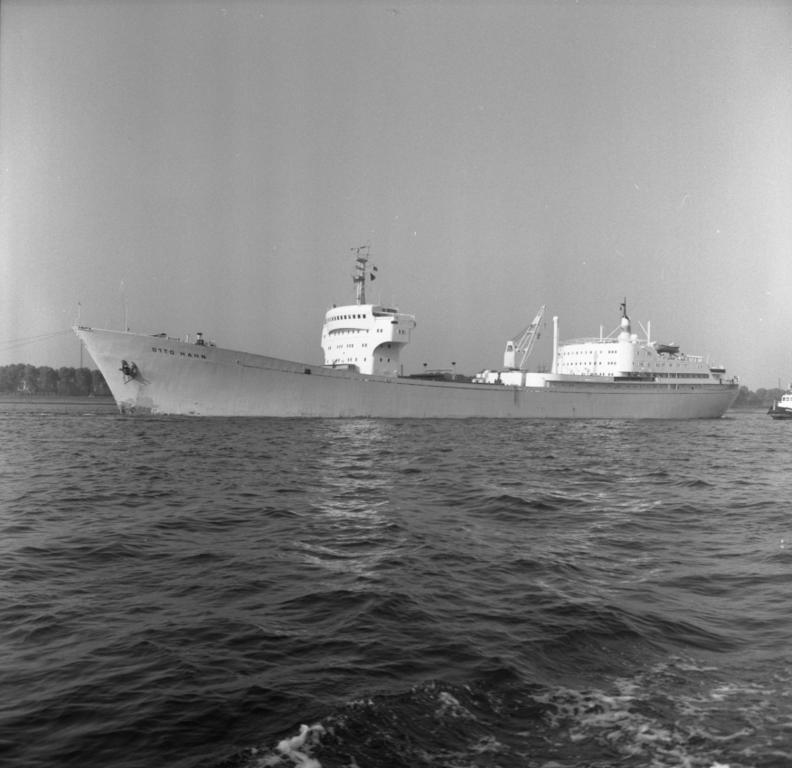
Navio Otto Hahn em Hamburgo, 9 de junho de 1970.

Após permanecer como prisioneiro de guerra durante um ano, Lehmann-Willenbrock voltou para casa no mês de maio de 1946, passando a trabalhar com Karl-Friedrich Merten na recuperação de navios afundados no rio Reno. Construiu em 1948 o navio Magellan juntamente com outros três ex-companheiros de marinha, saindo com este para disputar uma regata em Buenos Aires, Argentina. Em 1969 se tornou capitão do navio de pesquisa nuclear alemão Otto Hahn, permanecendo neste posto por mais de dez anos.
Foi condecorado em 1974 com a Bundesverdienstkreuz am Bande pelo trabalho realizado no pós-guerra. Foi durante muitos anos o presidente da U-Bootskameradschaft Bremen, instituição que carrega o seu nome até hoje.
Heinrich Lehmann-Willenbrock faleceu na sua cidade natal, Bremen, no dia 18 de abril de 1986 aos 74 anos de idade.

## Carreira militar

### Patentes
- Offiziersanwärter (1 de abril de 1931)[1]
- Seekadett (14 de outubro de 1931)[1][2]
- Fähnrich zur See (1 de janeiro de 1933)[1]
- Oberfähnrich zur See (1 de janeiro de 1935)[1]
- Leutnant zur See (1 de abril de 1935)[1][2]
- Oberleutnant zur See (1 de janeiro de 1937)[1][2]
- Kapitänleutnant (1 de outubro de 1939)[1]
- Korvettenkapitän (1 de março de 1943)[1][2]
- Fregattenkapitän (1 de dezembro de 1944)[1][2]

### Condecorações

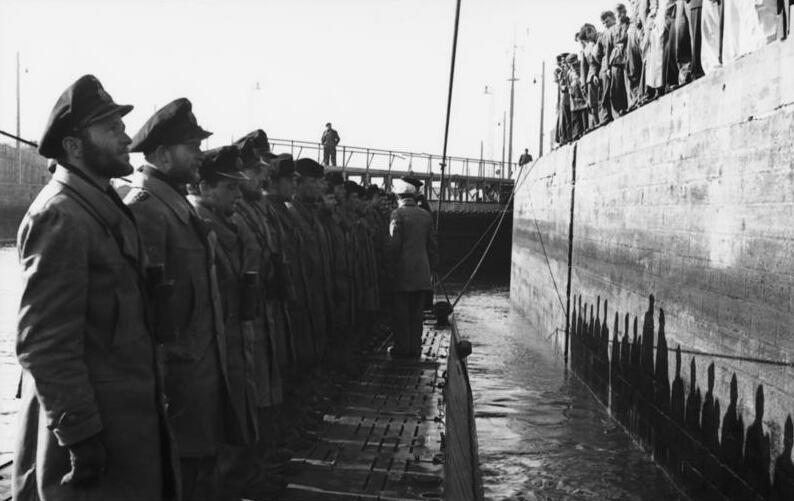
Lehmann-Willenbrock ao retornar de sua última patrulha com o U-96 em 23 de março de 1942.

- Cruz de Ferro 2ª Classe (20 de abril de 1940)[1]
- Cruz de Ferro 1ª Classe (31 de dezembro de 1940)[1]
- Distintivo de guerra U-Boot (2 de janeiro de 1941)[1]
- Cruz de Cavaleiro da Cruz de Ferro (26 de fevereiro de 1941)[2])[1]
- Italienische Kriegskreuz mit Schwertern (1 de novembro de 1941)[2]
- Folhas de Carvalho (31 de dezembro de 1941)[2])[1]
- Bundesverdienstkreuz am Bande der Bundesrepublik Deutschland (1974)[1]

### Patrulhas
|       | Comandante | Partida               | Partida       | Chegada                 | Chegada       | Dias     | Toneladas |
| ----- | ---------- | --------------------- | ------------- | ----------------------- | ------------- | -------- | --------- |
| 1     | U-5        | 4 de abril de 1940    | Wilhelmshaven | 19 de abril de 1940     | Wilhelmshaven | 16 dias  |           |
| 2     | U-96       | 4 de dezembro de 1940 | Kiel          | 29 de dezembro de 1940  | Lorient       | 26 dias  | 52 901    |
| 3     | U-96       | 9 de janeiro de 1941  | Lorient       | 22 de janeiro de 1941   | Lorient       | 14 dias  | 29 054    |
| 4     | U-96       | 30 de janeiro de 1941 | Lorient       | 28 de fevereiro de 1941 | St. Nazaire   | 30 dias  | 45 391    |
| 5     | U-96       | 12 de abril de 1941   | St. Nazaire   | 22 de maio de 1941      | St. Nazaire   | 41 dias  | 30 227    |
| 6     | U-96       | 19 de junho de 1941   | St. Nazaire   | 9 de julho de 1941      | St. Nazaire   | 21 dias  | 5 954     |
| 7     | U-96       | 2 de agosto de 1941   | St. Nazaire   | 12 de setembro de 1941  | St. Nazaire   | 42 dias  |           |
| 8     | U-96       | 27 de outubro de 1941 | St. Nazaire   | 6 de dezembro de 1941   | St. Nazaire   | 41 dias  | 5 998     |
| 9     | U-96       | 31 de janeiro de 1942 | St. Nazaire   | 23 de março de 1942     | St. Nazaire   | 52 dias  | 25 464    |
| 10    | U-256      | 4 de setembro de 1944 | Brest         | 17 de outubro de 1944   | Bergen        | 44 dias  |           |
| Total | Total      | Total                 | Total         | Total                   | Total         | 327 dias | 194 989 t |

### Navios afundados
Navios afundados por Heinrich Lehmann-Willenbrock:
- 24 navios afundados num total de 170 237 GRT
- 2 navios danificados num total de 15 864 GRT
- 1 navio com perda total num total de 8 888 GRT

| Data                    | U-Boot | Nome da Embarcação            | Toneladas | Nacionalidade   | Comboio | Local do ataque      |
| ----------------------- | ------ | ----------------------------- | --------- | --------------- | ------- | -------------------- |
| 11 de dezembro de 1940  | U-96   | Rotorua                       | 10 890    | britânico       | HX-92   | 58° 56' N 11° 20' O  |
| 11 de dezembro de 1940  | U-96   | Towa                          | 5 419     | holandês        | HX-92   | 58° 50' N 11° 10' O  |
| 12 de dezembro de 1940  | U-96   | Macedonier                    | 5 227     | belga           | HX-92   | 57° 52' N 8° 42' O   |
| 12 de dezembro de 1940  | U-96   | Stureholm                     | 4 575     | sueco           | HX-92   | 57° 50' N 8° 40' O   |
| 14 de dezembro de 1940  | U-96   | Empire Razorbill (danificado) | 5 118     | britânico       | OB-257  | 59° 31' N 13° 15' O  |
| 14 de dezembro de 1940  | U-96   | Western Prince                | 10 926    | britânico       |         | 59° 32' N 17° 47' O  |
| 18 de dezembro de 1940  | U-96   | Pendrecht (danificado)        | 10 746    | holandês        | OB-259  | 59° 05' N 17° 47' O  |
| 16 de janeiro de 1941   | U-96   | Oropesa                       | 14 118    | britânico       |         | 56° 28' N 12° O      |
| 17 de janeiro de 1941   | U-96   | Almeda Star                   | 14 936    | britânico       |         | 58° 40' N 13° 38' O  |
| 13 de fevereiro de 1941 | U-96   | Arthur F. Corwin              | 10 516    | britânico       | HX-106  | 60° 25' N 17° 11' O  |
| 13 de fevereiro de 1941 | U-96   | Clea                          | 7 987     | britânico       | HX-106  | 60° 25' N 17° 10' O  |
| 18 de fevereiro de 1941 | U-96   | Black Osprey                  | 5 589     | britânico       | HX-107  | 61° 30' N 18° 10' O  |
| 22 de fevereiro de 1941 | U-96   | Scottish Standard             | 6 999     | britânico       | OB-287  | 59° 20' N 16° 12' O  |
| 23 de fevereiro de 1941 | U-96   | Anglo-Peruvian                | 5 457     | britânico       | OB-288  | 59° 30' N 21° O      |
| 24 de fevereiro de 1941 | U-96   | Linaria                       | 3 385     | britânico       | OB-288  | 61° N 25° O          |
| 24 de fevereiro de 1941 | U-96   | Sirikishna                    | 5 458     | britânico       | OB-288  | 58° N 21° O          |
| 28 de abril de 1941     | U-96   | Caledonia                     | 9 892     | norueguês       | HX-121  | 60° 03' N 16° 10' O  |
| 28 de abril de 1941     | U-96   | Oilfield                      | 8 516     | britânico       | HX-121  | 60° 06' N 16° 06' O  |
| 28 de abril de 1941     | U-96   | Port Hardy                    | 8 897     | britânico       | HX-121  | 60° 14' N 15° 20' O  |
| 19 de maio de 1941      | U-96   | Empire Ridge                  | 2 922     | britânico       | HG-61   | 54° 47' N 11° 10' O  |
| 5 de julho de 1941      | U-96   | Anselm                        | 5 954     | britânico       |         | 44° 25' N 28° 35' O  |
| 31 de outubro de 1941   | U-96   | Bennekom                      | 5 998     | holandês        | OS-10   | 51° 20' N 23° 40' O  |
| 19 de fevereiro de 1942 | U-96   | Empire Seal                   | 7 965     | britânico       |         | 13° 14' N 64° 45' O  |
| 20 de fevereiro de 1942 | U-96   | Lake Osweya                   | 2 398     | norte-americano |         | 43° 14' N 164° 45' O |
| 22 de fevereiro de 1942 | U-96   | Kars (perda total)            | 8 888     | britânico       | HX-175  | 44° 15' N 63° 25' O  |
| 22 de fevereiro de 1942 | U-96   | Torungen                      | 1 948     | norueguês       |         | 44° N 63° 30' O      |
| 9 de março de 1942      | U-96   | Tyr                           | 4 265     | norueguês       |         | 43° 40' N 61° 10' O  |
| Total                   | Total  | Total                         | 194 989 t |                 |         |                      |

## Coordenadas
1. ↑  em posição 58° 56' N 11° 20' O
2. ↑  em posição 58° 50' N 11° 10' O
3. ↑  em posição 57° 50' N 8° 40' O
4. ↑  em posição 57° 52' N 8° 42' O
5. ↑  em posição 59° 31' N 13° 15' O
6. ↑  em posição 59° 32' N 17° 47' O
7. ↑  em posição 59° 05' N 17° 47' O
8. ↑  em posição 56° 28' N 12° O
9. ↑  em posição 58° 40' N 13° 38' O
10. ↑  em posição 60° 25' N 17° 10' O
11. ↑  em posição 60° 25' N 17° 11' O
12. ↑  em posição 61° 30' N 18° 10' O
13. ↑  em posição 59° 20' N 16° 12' O
14. ↑  em posição 59° 30' N 21° O
15. ↑  em posição 61° N 25° O
16. ↑   em posição 58° N 21° O
17. ↑  em posição 60° 06' N 16° 06' O
18. ↑  em posição 60° 14' N 15° 20' O
19. ↑   em posição 60° 03' N 16° 10' O
20. ↑  em posição 54° 47' N 11° 10' O
21. ↑  em posição 44° 25' N 28° 35' O
22. ↑  em posição 51° 20' N 23° 40' O
23. ↑  em posição 13° 14' N 64° 45' O
24. ↑  em posição 43° 14' N 164° 45' O
25. ↑  em posição 44° N 63° 30' O
26. ↑   em posição 44° 15' N 63° 25' O
27. ↑  em posição 43° 40' N 61° 10' O